# Stazione di Borgo a Mozzano
Stazione di Borgo a Mozzano vasútállomás Olaszországban, Borgo a Mozzano településen.

## Vasútvonalak
Az állomást az alábbi vasútvonalak érintik:
- Aulla Lunigiana–Lucca-vasútvonal

## Kapcsolódó állomások
A vasútállomáshoz az alábbi állomások vannak a legközelebb:
- Stazione di Bagni di Lucca (Stazione di Aulla Lunigiana)
- Stazione di Diecimo-Pescaglia (Stazione di Lucca)